# Энергетика Тульской области
Энергетика Тульской области — сектор экономики региона, обеспечивающий производство, транспортировку и сбыт электрической и тепловой энергии. По состоянию на конец 2020 года, на территории Тульской области эксплуатировались девять тепловых электростанций общей мощностью 1612,15 МВт. В 2020 году они произвели 5105 млн кВт·ч электроэнергии.

## История
Первые сведения о небольших электростанциях на территории Тульской области, обеспечивающих сельскохозяйственные предприятия, относится в 1897 году. В 1900 году в Туле на территории Тульского кремля была введена в эксплуатацию городская электростанция общего пользования мощностью 252 кВт. Оборудование электростанции на тот момент включало в себя три паровые машины с генераторами постоянного тока и три паровых котла (по другим данным — две паровые машины и дизель-генератор). В 1915 году электростанция была расширена установкой двух паровых турбин мощностью по 600 кВт, с генераторами, вырабатывавшими переменный ток. Эта электростанция проработала до 1933 года. Также в дореволюционное время была построена достаточно крупная по тем временам электростанция Косогорского металлургического завода.
В 1920 году была построена линия электропередачи напряжением 19 кВ, соединившая Косогорскую и Тульскую городскую электростанции, что позволило обеспечить электроэнергией предприятия Тулы и перевести обе электростанции на параллельную работу. В 1924 году было создано Тульское объединение государственных электрических станций. В 1929 году с вводом ЛЭП 110 кВ Кашира — Тула Тульская энергосистема была присоединена к Московской энергосистеме и в 1933 году входит в состав Мосэнерго. В том же 1929 году начинаются работы по электрификации сельской местности.
В 1931 году было начато строительство Ефремовской ТЭЦ, а уже в 1933 году был введен в эксплуатацию первый турбоагрегат мощностью 7,5 МВт. К 1941 году мощность станции была увеличена до 11,5 МВт. В 1930 году было начато строительство Новомосковской ГРЭС (изначально именовавшейся Бобриковской, а затем — Сталиногорской ГРЭС). Станция предназначалась для энергоснабжения крупного завода по производству минеральных удобрений и других промышленных предприятий. Её первый турбоагрегат мощностью 50 МВт был пущен в 1934 году, а к 1941 году мощность Сталиногорской ГРЭС достигла 350 МВт, на тот момент она являлась крупнейшей тепловой электростанцией СССР. В 1935 году была введена в строй электростанция Новотульского металлургического завода, в марте 1941 года была пущена Алексинская ТЭЦ. После начала Великой Отечественной войны, в 1941 году оборудование электростанций региона было демонтировано и эвакуировано, Новомосковская ГРЭС взорвана, впоследствии станции были восстановлены.
В 1950 году был пущен первый турбоагрегат мощностью 35 МВт Щёкинской ГРЭС. В 1950—1951 годах была введена в эксплуатацию первая очередь станции мощностью 210 МВт (6 турбоагрегатов), в 1952—1952 — ещё три очереди (четыре турбоагрегата мощностью по 100 МВт), и наконец в 1965—1966 году — пятая очередь в составе двух энергоблоков мощностью по 200 МВт. В 1953 году были пущены Первомайская ТЭЦ и Черепетская ГРЭС. Последняя станция, рассчитанная на сверхкритические параметры пара, к 1966 году достигла мощности 1500 МВт. В 1959 году электростанции и электрические сети Тульской области выделяются из состава Мосэнерго в районное энергетическое управление (РЭУ) «Тулэнерго». В 1950-х годах начинается активная электрификация сельских районов, завершенная к 1967 году.
Существенные изменения энергетике региона произошли в 2010 годах. В 2013 году на Новомосковской ГРЭС была пущена парогазовая установка мощностью 190 МВт, в 2014—2015 годах на Черепетской ГРЭС были введены в эксплуатацию два энергоблока общей мощностью 450 МВт, в 2019 году была пущена парогазовая установка мощностью 115 МВт. Одновременно активно выводились из эксплуатации устаревшие и изношенные мощности, наиболее активно — на Черепетской ГРЭС (всё оборудование советского периода), Щёкинской ГРЭС (всё оборудование, кроме пятой очереди) и Новомосковской ГРЭС.

## Генерация электроэнергии
По состоянию на конец 2020 года, на территории Тульской области эксплуатировались девять тепловых электростанций общей мощностью 1612,15 МВт. Это Черепетская ГРЭС, Щёкинская ГРЭС, Новомосковская ГРЭС, Первомайская ТЭЦ, Ефремовская ТЭЦ, Алексинская ТЭЦ, ТЭЦ ПАО «Тулачермет», ТЭЦ-ПВС ПАО «Косогорский металлургический завод», ТЭЦ Ефремовского филиала ОАО «Щёкиноазот».

### Черепетская ГРЭС
Расположена в г. Суворов — единственный источник теплоснабжения города. Крупнейшая по мощности электростанция региона. По конструкции представляет собой блочную паротурбинную тепловую электростанцию, в качестве топлива использует каменный уголь. Эксплуатируемые в настоящее время турбоагрегаты введены в эксплуатацию в 2014—2015 годах, при этом сама станция эксплуатируется с 1953 года. Установленная электрическая мощность станции — 450 МВт, тепловая мощность — 172 Гкал/час. Фактическая выработка электроэнергии в 2019 году — 1632,3 млн кВт·ч. Оборудование станции включает в себя два турбоагрегата мощностью по 225 МВт и два котлоагрегата. Принадлежит АО «Интер РАО — Электрогенерация».

### Щёкинская ГРЭС
Расположена в г. Советск Щёкинского района. По конструкции представляет собой паротурбинную тепловую электростанцию, в качестве топлива использует природный газ. Эксплуатируемые в настоящее время турбоагрегаты введены в эксплуатацию в 1965—1966 годах, при этом сама станция эксплуатируется с 1950 года. Установленная электрическая мощность станции — 400 МВт, установленная тепловая мощность отсутствует. Фактическая выработка электроэнергии в 2019 году — 137 млн кВт·ч. Оборудование станции включает в себя два турбоагрегата мощностью по 200 МВт и два котлоагрегата. Принадлежит ООО «Щёкинская ГРЭС».

### Новомосковская ГРЭС
Расположена в г. Новомосковске, обеспечивает энергоснабжение Новомосковского химического комбината, также является основным источником теплоснабжения города. По конструкции представляет собой электростанцию смешанной конструкции, включающей паротурбинную часть и парогазовую установку. В качестве топлива использует природный газ. Эксплуатируемые в настоящее время турбоагрегаты введены в эксплуатацию в 1969—2013 годах, при этом сама станция эксплуатируется с 1934 года. Установленная электрическая мощность станции — 233,65 МВт, тепловая мощность — 302,4 Гкал/час. Фактическая выработка электроэнергии в 2019 году — 1277,6 млн кВт·ч. Оборудование паротурбинной части станции включает в себя два турбоагрегата мощностью 14 МВт и 32 МВт, а также три котлоагрегата. Парогазовая установка включает в себя газотурбинную установку мощностью 131,75 МВт, паротурбинный турбоагрегат мощностью 55,9 МВт и котёл-утилизатор. Принадлежит ПАО «Квадра».

### Ефремовская ТЭЦ
Расположена в г. Ефремов, обеспечивает энергоснабжение завода по производству химического каучука, также является основным источником теплоснабжения города. По конструкции представляет собой паротурбинную теплоэлектроцентраль, в качестве топлива использует природный газ. Эксплуатируемые в настоящее время турбоагрегаты введены в эксплуатацию в 1965—1979 годах, при этом сама станция эксплуатируется с 1933 года. Установленная электрическая мощность станции — 135 МВт, тепловая мощность — 436 Гкал/час. Фактическая выработка электроэнергии в 2019 году — 47,2 млн кВт·ч. Оборудование станции включает в себя три турбоагрегата мощностью 25 МВт, 50 МВт и 60 МВт, а также семь котлоагрегатов. Принадлежит ПАО «Квадра».

### Алексинская ТЭЦ
Расположена в г. Алексин — один из основных источником теплоснабжения города. По конструкции представляет собой электростанцию смешанной конструкции, включающей паротурбинную часть и парогазовую установку. В качестве топлива использует природный газ. Эксплуатируемые в настоящее время турбоагрегаты введены в эксплуатацию в 1948—2019 годах, при этом сама станция эксплуатируется с 1941 года. Установленная электрическая мощность станции — 157 МВт, тепловая мощность — 237 Гкал/час. Фактическая выработка электроэнергии в 2019 году — 801,1 млн кВт·ч. Оборудование паротурбинной части станции включает в себя два турбоагрегата мощностью 12 МВт и 29 МВт, а также три котлоагрегата. Парогазовая установка включает в себя две газотурбинные установки мощностью 45,8 МВт и 46,7 МВт, паротурбинный турбоагрегат мощностью 23,5 МВт и два котла-утилизатора. Принадлежит ПАО «Квадра».

### Первомайская ТЭЦ
Расположена в пос. Первомайский Щёкинского района, обеспечивает энергоснабжение химического комбината, г. Щёкино и пос. Первомайский. По конструкции представляет собой паротурбинную теплоэлектроцентраль, в качестве топлива использует природный газ. Эксплуатируемые в настоящее время турбоагрегаты введены в эксплуатацию в 1954—1967 годах, при этом сама станция эксплуатируется с 1953 года. Установленная электрическая мощность станции — 105 МВт, тепловая мощность — 674 Гкал/час. Фактическая выработка электроэнергии в 2019 году — 545,9 млн кВт·ч. Оборудование станции включает в себя пять турбоагрегатов, из них два мощностью по 15 МВт и три — по 25 МВт, а также шесть котлоагрегатов. Принадлежит ОАО «Щёкиноазот».

### ТЭЦ ПАО «Тулачермет»
Расположена в г. Тула, обеспечивает энергоснабжение Новотульского металлургического завода, а также является одним из источников теплоснабжения города. По конструкции представляет собой паротурбинную теплоэлектроцентраль, в качестве топлива использует природный газ и доменный газ. Эксплуатируемые в настоящее время турбоагрегаты введены в эксплуатацию в 1967—2009 годах, при этом сама станция эксплуатируется с 1935 года. Установленная электрическая мощность станции — 101,5 МВт, тепловая мощность — 492 Гкал/час. Фактическая выработка электроэнергии в 2019 году — 539,6 млн кВт·ч. Оборудование станции включает в себя четыре турбоагрегата мощностью 6 МВт, 10,5 МВт, 25 МВт и 60 МВт, а также пять котлоагрегатов и два водогрейных котла.

### ТЭЦ-ПВС ПАО «Косогорский металлургический завод»
Расположена в г. Тула, обеспечивает энергоснабжение Косогорского металлургического завода, а также является одним из источников теплоснабжения города. По конструкции представляет собой паротурбинную теплоэлектроцентраль, в качестве топлива использует природный газ и доменный газ. Турбоагрегаты станции введены в эксплуатацию в 1964—1969 годах, при этом свою историю электростанция ведет с дореволюционного времени, являясь старейшей ныне действующей электростанцией региона. Установленная электрическая мощность станции — 24 МВт, тепловая мощность — 308 Гкал/час. Фактическая выработка электроэнергии в 2019 году — 124,1 млн кВт·ч. Оборудование станции включает в себя два турбоагрегата мощностью по 12 МВт, а также пять котлоагрегатов и один водогрейный котёл.

### ТЭЦ Ефремовского филиала ОАО «Щёкиноазот»
Расположена в г. Ефремов, обеспечивает энергоснабжение химического завода (блок-станция). По конструкции представляет собой паротурбинную электростанцию, в качестве топлива использует природный газ. Установленная электрическая мощность станции — 6 МВт, фактическая выработка электроэнергии в 2019 году — 47,2 млн кВт·ч. Оборудование станции включает в себя один турбоагрегат.

## Потребление электроэнергии
Потребление электроэнергии в Тульской области (с учётом потребления на собственные нужды электростанций и потерь в сетях) в 2020 году составило 10 269 млн кВт·ч, максимум нагрузки — 1577 МВт. Таким образом Тульская область является энергодефицитным регионом по электроэнергии и сбалансированным по мощности; дефицит покрывается за счёт перетоков из соседних энергосистем. В структуре потребления электроэнергии в регионе лидирует потребление промышленностью — 53 %, доля населения в энергопотреблении составляет 14 %. Крупнейшие потребители электроэнергии (по итогам 2019 года): АО «НАК «Азот» — 1188 млн кВт·ч, ОАО «Щёкиноазот» — 655 млн кВт·ч, ПАО «Тулачермет» — 400 млн кВт·ч. Функции гарантирующего поставщика электроэнергии выполняют АО «ТНС энерго Тула», ООО «Новомосковская энергосбытовая компания» и ООО «Алексинэнергосбыт».

## Электросетевой комплекс
Энергосистема Тульской области входит в ЕЭС России, являясь частью Объединённой энергосистемы Центра, находится в операционной зоне филиала АО «СО ЕЭС» — «Региональное диспетчерское управление энергосистемы Тульской области» (Тульское РДУ). Энергосистема региона связана с энергосистемами Московской области по пяти высоковольтным линиям (ВЛ) 220 кВ и двум ВЛ 110 кВ, Калужской области по шести ВЛ 220 кВ и восьми ВЛ 110 кВ, Рязанской области по одной ВЛ 220 кВ и двум ВЛ 110 кВ, Орловской области по одной ВЛ 220 кВ и двум ВЛ 110 кВ, Брянской области по одной ВЛ 220 кВ.
Общая протяженность линий электропередачи напряжением 0,4—500 кВ составляет 42 207,3 км, в том числе линий электропередачи напряжением 500 кВ — 277,2 км, 220 кВ — 988,6 км, 110 кВ — 2774,6 км, 35 кВ — 2160,6 км, 6-10 кВ — 17 432,8 км, 0,4 кВ — 18573,5 км. Магистральные линии электропередачи напряжением 220—500 кВ эксплуатируются филиалом ПАО «ФСК ЕЭС» — «Приокское ПМЭС», распределительные сети напряжением 110 кВ и ниже — филиалом ПАО «Россети Центр» — «Тулаэнерго» (в основном) и территориальными сетевыми организациями.